# Ротт (Ландсберг)
Ротт (нім. Rott) — громада в Німеччині, розташована в землі Баварія. Підпорядковується адміністративному округу Верхня Баварія. Входить до складу району Ландсберг. Складова частина об'єднання громад Райхлінг.
Площа — 19,73 км2. Населення становить 1679 ос. (станом на 31 грудня 2020).